# ISO 3166-2:CF
ISO 3166-2:CF é a entrada para República Centro-Africana em ISO 3166-2, parte do padrão ISO 3166 publicado pela Organização Internacional para Padronização (ISO), que define códigos para os nomes das principais subdivisões (por exemplo, províncias ou estados) de todos os países codificados em ISO 3166-1.
Atualmente para República Centro-Africana, ISO 3166-2 códigos são definidos por 1 município, 14 prefeituras e 2 prefeituras econômicas. A município de Bangui é a capital do país e tem um estatuto especial de igualdade com as prefeituras e prefeituras econômicas.
Cada código é composto de duas partes, separadas por um hífen. A primeira parte é CF, o código ISO 3166-1 alfa-2 da República Centro-Africana, A segunda parte é um dos seguintes procedimentos:
- Duas letras: Prefeituras e prefeituras econômicas
- Três letras: Município

## Códigos atuais
Códigos ISO 3166 e nomes das subdivisões estão listadas como é o padrão oficial publicada pela Agência de Manutenção (ISO 3166/MA).
As colunas podem ser classificadas clicando nos respectivos botões.
| Código | Subdivisão        | Categoria da subdivisão |
| ------ | ----------------- | ----------------------- |
| CF-BGF | Bangui            | Município               |
| CF-BB  | Bamingui-Bangoran | Prefeitura              |
| CF-BK  | Basse-Kotto       | Prefeitura              |
| CF-HK  | Haute-Kotto       | Prefeitura              |
| CF-HM  | Haut-Mbomou       | Prefeitura              |
| CF-HS  | Mambéré-Kadéï     | Prefeitura              |
| CF-KG  | Kémo              | Prefeitura              |
| CF-LB  | Lobaye            | Prefeitura              |
| CF-MB  | Mbomou            | Prefeitura              |
| CF-NM  | Nana-Mambéré      | Prefeitura              |
| CF-MP  | Ombella-M'Poko    | Prefeitura              |
| CF-UK  | Ouaka             | Prefeitura              |
| CF-AC  | Ouham             | Prefeitura              |
| CF-OP  | Ouham-Pendé       | Prefeitura              |
| CF-VK  | Vakaga            | Prefeitura              |
| CF-KB  | Nana-Grébizi      | Prefeituras econômicas  |
| CF-SE  | Sangha-Mbaéré     | Prefeituras econômicas  |

## Mudanças
As seguintes alterações para a entrada foram anunciadas em boletins pela ISO 3166/MA desde a primeira publicação da ISO 3166-2, em 1998:
| Boletim | Data da publicação  | Descrição da alteração no boletim |
| ------- | ------------------- | --- |
| II-2    | 30 de junho de 2010 | Coerência entre ISO 3166-1 e ISO 3166-2, além de nomes em línguas administrativas e atualização da estrutura administrativa e da fonte de lista. |